# Laboulbenia subantarctica
Laboulbenia subantarctica är en svampart som beskrevs av M.B. Hughes, A. Weir & C. Judd 2004. Laboulbenia subantarctica ingår i släktet Laboulbenia och familjen Laboulbeniaceae.   Inga underarter finns listade i Catalogue of Life.